# Mathilde Dopchie
Mathilde Dopchie (Ronse, 2 januari 1859) was een industrieel, die de dagelijkse leiding had over de weverij Tissage à la main J. Dopchie-Denonne aan het einde van de negentiende eeuw en het begin van de twintigste eeuw.

## Bedrijfsgeschiedenis
Het bedrijf Tissage à la main J. Dopchie-Denonne werd in 1857 opgericht door Julien Dopchie en kreeg zijn naam naar de oprichter en zijn vrouw Virginie Denonne. Vanaf 7 september 1900 maakte het bedrijf Tissage à la main J. Dopchie-Denonne deel uit van een vennootschap samen met de bedrijven Filature Achielle Dopchie en Tissage mécanique A. Dopchie frère et soeurs, die ook in handen van de familie Dopchie waren. Toch blijven het beheer en bestuur in de handen van de oorspronkelijke bedrijfsleiders. Zo behield Mathilde Dopchie ook na deze fusie haar leidinggevende rol over de weverij. Ondanks de wijzigingen van het eigendomstatuut veranderd er weinig aan de effectieve administratie.

## Leven
Mathilde Dopchie maakte deel uit van de welvarende familie Dopchie. Ze was de dochter van Charlotte Virginie Denonne en Pierre Jullien Dopchie. Deze textielfamilie had kapitaal kunnen opbouwen dankzij weverijen en later een spinnerij (Filature Achielle Dopchie) die gedurende de textielbloei voorafgaand aan de twintigste eeuw in Ronse volop draaiden. Eerder in de achttiende eeuw had de familie dan ook een pioniersrol gepeeld bij de introductie van de weverij-industrie in Ronse.
Op 6 september 1901 huwde Mathilde Dopchie, Charles Louis Trocq (16 juli 1858 - 11 maart 1935) een handelsvertegenwoordiger. Het gezin woonde in de Tuinstraat te Ronse (1921). Hun familiale welvaart blijkt ook uit het feit dat ze een glasraam schonken aan de Nieuwe Sint-Martinuskerk te Ronse. Deze glasramen werden destijds gefinancierd door de burgerij van de stad en waren vervaardigd door glasraam-kunstenaars Gustave Ladon en Camille Ganton-Defoin.